# Helena-West Helena
Helena-West Helena – miasto w Stanach Zjednoczonych, w stanie Arkansas, siedziba administracyjna hrabstwa Phillips.